# Espagnol guinéo-équatorien
L'espagnol guinéo-équatorien (espagnol : español ecuatoguineano) est la variante de l'espagnol employée en Guinée équatoriale,, dans la région d'Afrique centrale. Selon l'Institut Cervantes, en 2006-2007, 14 % de la population a une connaissance native de cette langue et 74 % la parlent bien, soit 88 % de la population totale,. L'espagnol équatoguinéen est réglementé par l'Académie équatoguinéenne de la langue espagnole (Academia Ecuatoguineana de la Lengua Española).
L'espagnol est officiel en Guinée équatoriale depuis son indépendance. Depuis 1984, il en est de même pour le français, qui a depuis gagné du terrain sur l'espagnol en tant que langue de travail, dans laquelle même les informations sont données à la télévision et à la radio, et, en général, dans le langage courant, il y a une assimilation entre le français et l'espagnol appelée Spaguifrançais (de espa- ('español'), -gui- ('guineano') et français). Depuis 2007, le portugais est également officiel, mais l'espagnol est la langue la plus couramment parlée.

## Histoire

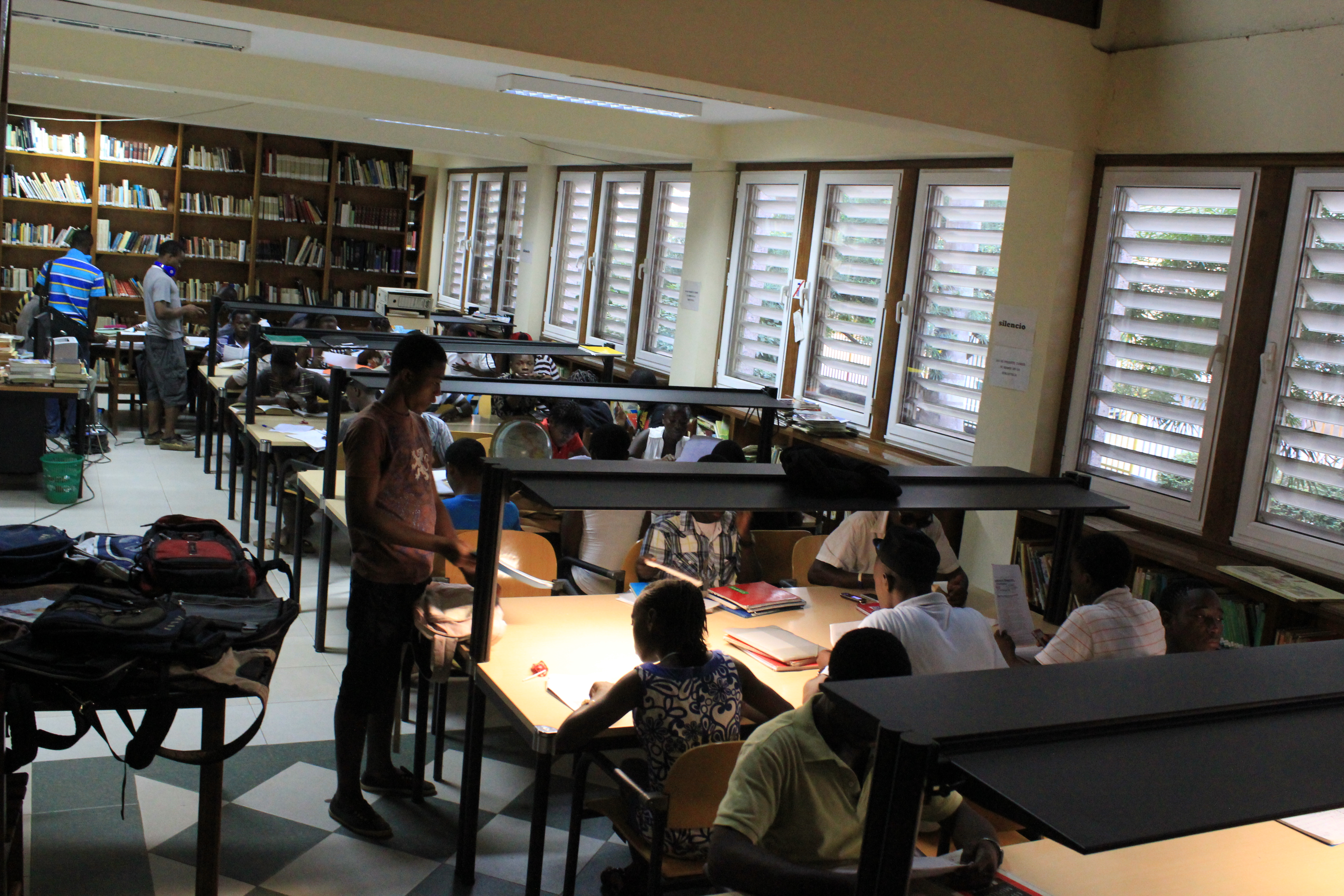
Centro Asociado de l'UNED à Malabo.

La Guinée espagnole est le petit territoire africain (îles Annobón et Fernando Poo) que l'Espagne a obtenu du Portugal en échange de divers territoires américains par le traité de San Ildefonso (1777) et le traité d'El Pardo en 1778. La colonisation effective du continent n'a commencé qu'à la fin du XIXe siècle. L'indépendance du pays est accordée le 12 octobre 1968.
Par le traité d'El Pardo en 1778, le Portugal cède la Guinée équatoriale à l'Espagne. Dans la seconde moitié du XIXe siècle, la colonisation effective commence, jusqu'à ce que la Guinée équatoriale obtienne son indépendance en 1968. Après l'indépendance, sous la dictature de Francisco Macías, l'espagnol est persécuté, bien qu'il ait continué à être utilisé pour dicter des lois et dans les relations internationales. L'espagnol était la seule langue écrite, les langues indigènes (Bubi, Ndowé, Bisió et Bujeba) étant de tradition orale. L'espagnol est désormais reconnu par la Constitution. La Guinée équatoriale est l'un des plus petits pays d'Afrique, mais aussi l'un des plus riches grâce aux gisements de pétrole et de gaz qui s'y trouvent.
Le pays conserve sa propre diversité de langues, mais l'espagnol est la langue nationale de statut officiel et de communication interethnique.
L'espagnol est parlé à Bioko et dans la région côtière du Rio Muni (continent) par 90 % de la population, et dans les régions intérieures du continent par 60 à 70 % de la population. Sa connaissance est également liée à la classe socio-économique du locuteur ; l'espagnol en Guinée équatoriale est considéré comme un continuum entre les variétés plus standardisées parlées par la classe intellectuelle et un niveau de base parlé par les agriculteurs, les pêcheurs, les domestiques, etc., dont beaucoup sont sans instruction et apprennent l'espagnol au fur et à mesure, ignorant totalement ses règles et le mélangeant beaucoup avec leurs langues maternelles (guinéanismes).
Depuis la création du Centre culturel français de Malabo en 1982, le français se répand rapidement dans la population. Le gouvernement, considérant que tous les pays voisins (et donc ses partenaires économiques les plus immédiats) sont francophones, a officialisé la langue deux ans plus tard. Désormais, on assiste à un processus dynamique de « métissage » des deux langues (y compris une multitude de guinéanismes), comme c'est le cas pour le camfranglais au Cameroun ou le pichinglis, troisième langue de la Guinée équatoriale et lingua franca de Bioko. Quelques mots français dans l'espagnol équatoguinéen sont aricó (haricot), plombero (plombier), reveyarse (se réveiller).

## Statistiques
14 % parlent l'espagnol dans leur langue maternelle et sont généralement âgés de plus de 40 ans. La majorité d'entre eux, soit 74 %, parlent bien l'espagnol, car cette langue est enseignée à l'école. Cela signifie que la majorité de la population (environ 88 %) peut parler espagnol, mais que seuls 10 à 15 % de la population ont un niveau élevé de compétence en espagnol.

## Attentes

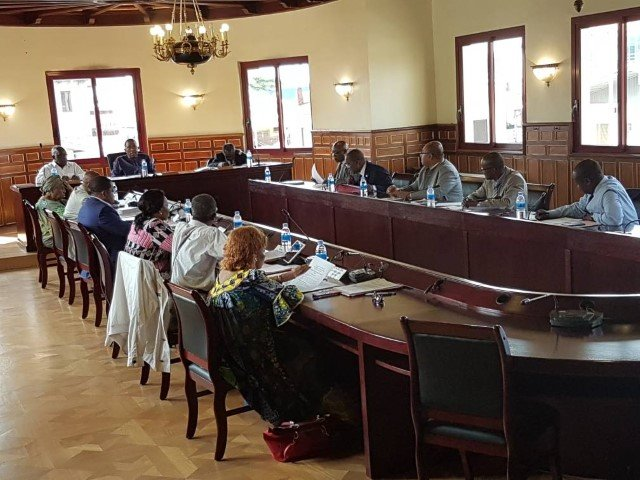
Réunion plénière de l'Académie équatoguinéenne de la langue espagnole, à Malabo.

Bien que l'espagnol possède un bon statut en Guinée équatoriale, il risque de perdre de son importance, voire de disparaître, en raison de l'influence du français, de l'anglais et du portugais. L'anglais en raison de la présence des compagnies pétrolières américaines, le français parce que les pays voisins sont francophones, et le portugais pour la même raison.
En 2009, l'Académie royale espagnole comptait 5 membres de Guinée équatoriale dans son personnel académique,. Par ailleurs, depuis 2009, la Guinée équatoriale est membre associé du Sommet ibéro-américain, et devrait devenir un membre à part entière ; en fait, la Guinée équatoriale est membre de l'Organisation des États ibéro-américains.
En 2013, lors de la quatrième réunion du Conseil interministériel du gouvernement équatoguinéen, à laquelle ont participé le Premier ministre du gouvernement, Vicente Ehate Tomi, le deuxième vice-Premier ministre, Alfonso Nsue Mokuy, et le ministre de l'Information, de la Presse et de la Radio, Agustín Nze Nfumu, le projet de décret présidentiel portant création de l'Académie équatoguinéenne de langue espagnole a été discuté et approuvé. Le président de la Guinée équatoriale, Teodoro Obiang, crée l'Académie équatoguinéenne de la langue espagnole en octobre 2013, comme annonce le directeur de l'Académie royale d'Espagne, José Manuel Blecua Perdices, qui a également annoncé que, pour la première fois, que le dictionnaire RAE contiendrait des termes de l'espagnol guinéen. En avril 2014, Teodoro Obiang a été invité à donner des conférences sur l'espagnol en Afrique à l'Institut Cervantes de Bruxelles,.
À la demande de la Guinée équatoriale, l'espagnol devient une langue de travail de l'Union africaine et, par le biais d'un amendement à l'article 1120 de l'Acte constitutif de l'Union africaine, l'espagnol est inclus parmi les langues officielles « de l'Union et de toutes ses institutions ».
En juillet 2022, l'Institut Cervantès organise la 15e Tribuna del Hispanismo, consacrée à l'hispanisme équatoguinéen, au Centre culturel espagnol de Malabo. Lors de cet événement, Luis García Montero annonce « l'ouverture prochaine d'un observatoire de l'espagnol en Afrique dont le siège sera à Malabo. »